# Aek Songsongan (plaats)
Aek Songsongan is een bestuurslaag in het regentschap Asahan van de provincie Noord-Sumatra, Indonesië. Aek Songsongan telt 3853 inwoners (volkstelling 2010).